# 亞種2：血石
《亞種2：血石》（英語：Bloodstone: Subspecies II）是一部1993年羅馬尼亞和美國合拍的吸血鬼恐怖片，1991年電影《亞種》的續集，以及《亞種》系列電影的第二部作品。電影由泰德·尼古拉編劇兼執導，安德斯·霍夫、丹尼絲·達芙、凱文·史皮塔和梅蘭妮·薛特納主演。故事講述羅馬尼亞特兰西瓦尼亚的邪惡吸血鬼拉杜（Radu）為了寶物血石（Bloodstone），糾纏著先前被自己轉化成吸血鬼的蜜雪兒·摩根（Michelle Morgan），與此同時蜜雪兒的姊姊蕾貝卡（Rebecca）來到了羅馬尼亞解救妹妹。
電影1993年5月26日以影帶首映的方式發行，隔年推出續集《亞種3：嗜血》。

## 劇情
吸血鬼拉杜被弟弟史特凡斬首後，拉杜的僕人開始重新接上了拉杜的頭，並將心臟上的木樁取下。重生後的拉杜發現史特凡及蜜雪兒在棺材中沉睡，並立即殺死了史特凡。但升起的太陽迫使拉杜尋求庇護，令逃過魔爪的蜜雪兒在日落時醒來，並從史特凡的屍體上取走血石（Bloodstone）。蜜雪兒逃往布加勒斯特並連繫了在美國的姊姊蕾貝卡能前來；但陷入沉睡的蜜雪兒被當地警方誤認為屍體，蜜雪兒從屍袋裡醒來後並逃跑。拉杜在母親「木乃伊」的幫助下，開始尋找蜜雪兒和血石；拉杜更企圖將蜜雪兒占為己有。
蕾貝卡抵達羅馬尼亞，在馬林中尉、波佩斯庫教授和美國大使館人員梅爾的幫助下，試圖找到蜜雪兒。拉杜在公園的劇場中找到了藏身的蜜雪兒，並奪走了血石；此後蜜雪兒一直在與對鮮血的渴望作鬥爭，甚至到一間夜店勾引了一名年輕男子，並吸了對方的血，這令蜜雪兒感到難過。蜜雪兒之後遭到拉杜當蕾貝卡的面帶走。梅爾和馬林中尉不相信波佩斯庫和蕾貝卡的吸血鬼說法，導致波佩斯庫和蕾貝卡去了附近的一處他們認為蜜雪兒可能所在的地穴，從波佩斯庫的書中得知拉杜的母親可能藏身於此。
波佩斯庫被木乃伊殺死，而蕾貝卡被拉杜捕獲並準備讓蜜雪兒吸血，斬斷蜜雪兒與人類身份的一條聯繫。蜜雪兒反而選擇用一把施了魔法的匕首多次攻擊拉杜，並放火燒木乃伊，後者在火焰中逃離了房間。蕾貝卡和蜜雪兒試圖逃離地下墓穴，但蜜雪兒被即將到來的日出阻止。蕾貝卡答應妹妹會在當天晚上回來，但當蜜雪兒返回墓穴時被復活的木乃伊捉住並強行帶走。

## 演員
- 安德斯·霍夫（英语：Anders Hove (actor)）飾演拉杜·弗拉迪斯拉斯（Radu Vladislas）
- 丹尼絲·達芙（英语：Denice Duff）飾演蜜雪兒·摩根（Michelle Morgan）
- 凱文·布萊爾（英语：Kevin Spirtas）飾演梅爾（Mel）
- 梅蘭妮·薛特納（英语：Melanie Shatner）飾演蕾貝卡·摩根／貝姬（Rebecca Morgan / Becky）
- 麥可·丹尼許（Michael Denish）飾演波佩斯庫（Popescu）
- 潘蜜拉·戈登（英语：Pamela Gordon (actress)）飾演木乃伊
- 揚·海杜克（羅馬尼亞語：Ion Haiduc）飾演馬林中尉（Lt. Marin）
- 拉杜·明庫萊斯庫（Radu Minculescu）飾演警察

## 外部連結
- 互联网电影数据库（IMDb）上《亞種2：血石》的资料（英文）